# Erika Karata

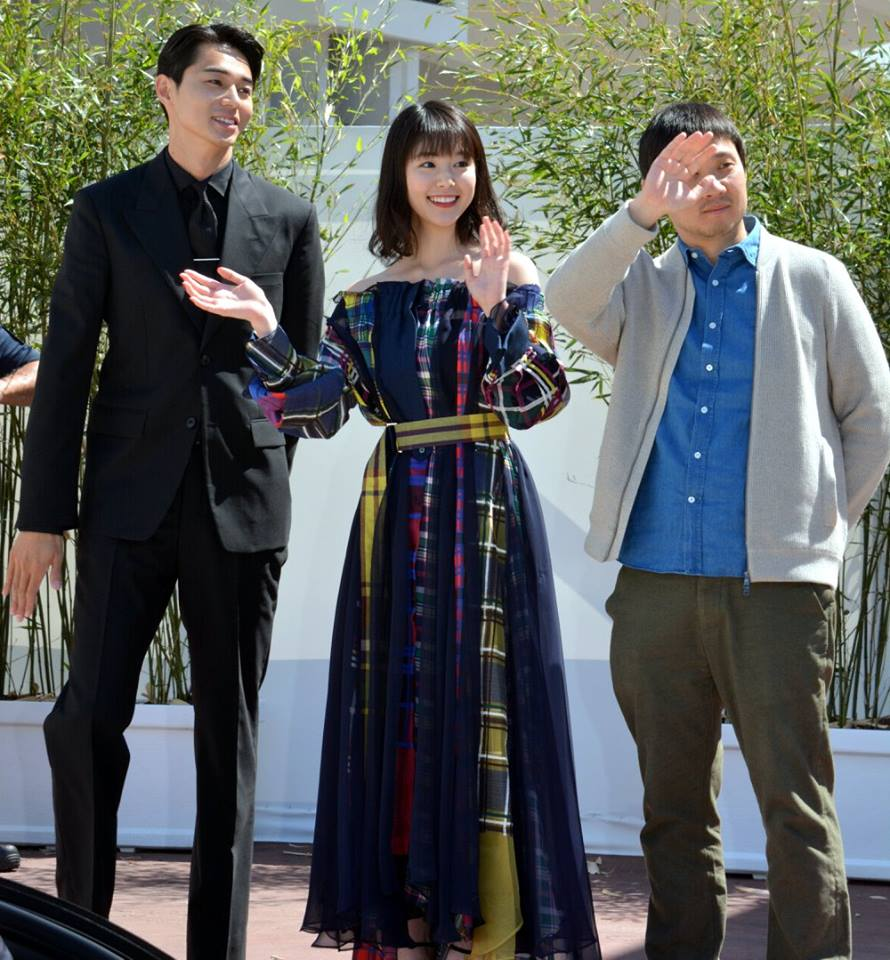
Erika Karata (Mitte) auf den Internationalen Filmfestspielen von Cannes 2018 für Asako I & II

Erika Karata (japanisch 唐田えりか Karata Erika; * 19. September 1997 in Kimitsu, Japan) ist eine japanische Schauspielerin.

## Leben
2014 spielte Erika Karata ein Schulmädchen in dem japanischsprachigen Musikvideo Divine der südkoreanischen Girlgroup Girls’ Generation. Es folgten einige Auftritte in japanischen Fernsehserien. 2018 spielte sie die Hauptrolle in dem Film Asako I & II von Ryūsuke Hamaguchi, der im Wettbewerb von Cannes gespielt wurde.
Neben ihrer Muttersprache spricht Karata Koreanisch und steht seit 2017 auch bei der südkoreanischen Agentur BH Entertainment unter Vertrag. In Südkorea trat sie zunächst in Werbespots von LG Electronics und einem Musikvideo von Brown Eyed Soul auf, bevor sie 2019 die Rolle der Karika in der Fantasyserie Arthdal Chronicles spielte.
Anfang 2020 wurde bekannt, dass sie eine Affäre mit dem Schauspieler Masahiro Higashide habe, die sie geheim seit 3 Jahren führen. Masahiro Higashide ist mit Anne Watanabe, der Tochter des Schauspielers Ken Watanabe verheiratet, weshalb die Affäre in den Medien kontrovers behandelt wurde. Karata verlor dadurch unter anderem eine Rolle in dem Drama Prayers in the Emergency Room. Außerdem schloss sie ihr Instagram-Konto und ihre Website.

## Filmografie (Auswahl)

### Filme
- 2017: Ankoku Joshi (暗黒女子)
- 2018: Asako I & II (寝ても覚めても Netemo Sametemo)
- 2018: Cheer Danshi!!
- 2018: Kakugo wa Iika Soko no Joshi
- 2018: Love x Doc
- 2019: 21st Century Girl
- 2025: Love on Trial (Renai saiban)

### Fernsehserien
- 2015: Koinaka
- 2015: Omotesando Koukou Gasshoubu!
- 2016: Koe Koi
- 2017: Blanket Cats
- 2018: Todome no Kisu
- 2019: Digital Tattoo
- 2019: Arthdal Chronicles (아스달 연대기 Arthdal Yeondaegi)
- 2019: Nagi’ Long Vacation